# Fytan
Fytan är en sorts diterpenoid alkan. Den har en extra kolatom i förhållande till pristan, som bidas genom dekarboxylering av fytol.
Fytanyl är beteckningen på motsvarande substituent. Fytanylgrupper återfinns ofta i fosfolipiderna i cellmembranen hos termofila Archaea.
Fytan bildas vid nerbrytningen av klorofyll under anaeroba förhållanden. Fytylkedjan bryts av och ombildas till fytol, vilken reduceras till dihydrofytol och sedan till fytan. Under aeroba förhållanden gynnas bildningen av pristan. Både fytan och pristan används inom geokemi och som biomarkörer vid petroleumstudier.

## Omättade fytaner
Fyten är en enkelt omättad version av fytan. Fyten återfinns även som den funktionella gruppen fytyl i många organiska molekyler av biologisk betydelse som exempelvis klorofyll, tokoferol (vitamin E) och fyllokinon (Vitamin K1). Motsvarande alkohol är fytol.
Geranylgeranen är den fullt omättade formen av fytan. Motsvarande substituent är geranylgeranyl, som förekommer i bakterieklorofyll g.